# Sanne Boswinkel
Alexandra (Sanne) Boswinkel (Den Haag, 24 augustus 1970) is een Nederlands journalist en trainer. Ze werkte lange tijd als nieuwslezer bij RTL Nieuws.
Boswinkel werd geboren in Den Haag als oudste dochter van de acteur Hans Boswinkel. Kort na haar geboorte verhuisde ze met haar familie naar Rotterdam. Na haar opleiding aan de School voor Journalistiek werkte ze van 1990 tot 1999 bij Radio Rijnmond, aanvankelijk als verslaggever en regisseur van diverse radioprogramma's en daarna als presentatrice.
In 1999 stapte ze over naar Radio West, waar ze tot 2005 werkte. Ze presenteerde er een radioprogramma rond lunchtijd, maar ze was daar ook radio-eindredacteur en nieuwslezer op tv.
Sinds januari 2005 presenteerde Boswinkel overdag het RTL Nieuws bij RTL Z, vanaf september 2015 op een zelfstandige zender. Boswinkel las hier het financiële en algemene  nieuws. Daarnaast viel ze incidenteel in bij het Half Acht Nieuws, Zondagnieuws, RTL Ontbijtnieuws en Editie NL, alle te zien op RTL 4. In januari 2019 was Boswinkel voor het laatst als presentatrice te zien; in het voorjaar van 2020 verliet ze RTL na vijftien jaar. Ze coachte wel nog nieuwe presentatoren.
Na haar televisiecarrière verzorgt zij media- en presentatietrainingen. In januari 2021 verscheen de eerste aflevering van haar podcast.

## Functies
- 1990–1999: verslaggever, regisseur en presentatrice bij Radio Rijnmond
- 1999–2005: presentatrice en eindredacteur bij Radio West
- 2005–2020: nieuwslezer  RTL Nieuws bij RTL Nederland
- 2017 - heden: zelfstandig ondernemer, werkt als projectleider, presentatiecoach, mediatrainer en illustrator